# 岐阜県道92号岐阜巣南大野線

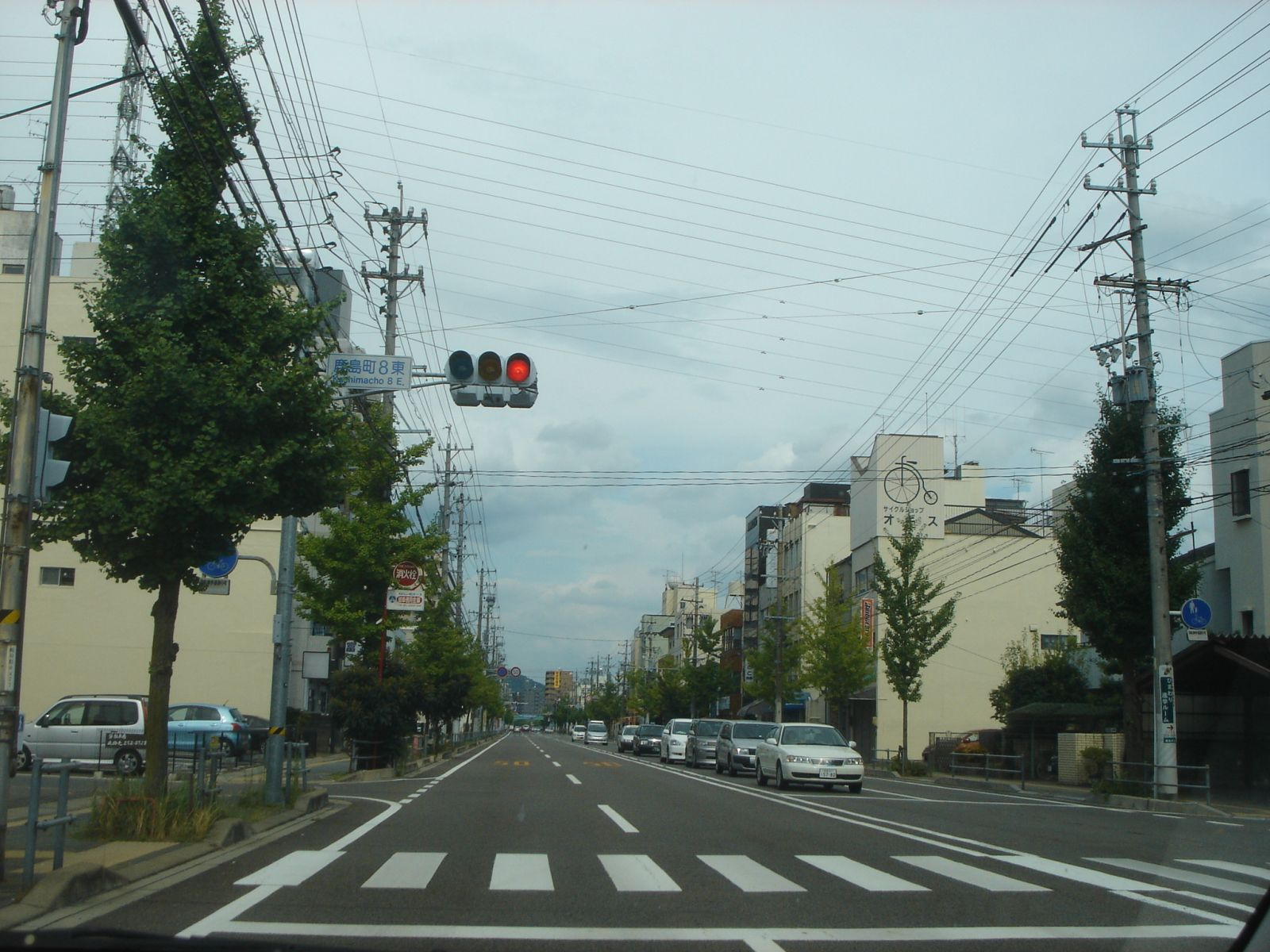
岐阜市鹿島町付近

岐阜県道92号岐阜巣南大野線（ぎふけんどう92ごう ぎふすなみおおのせん）は、岐阜県岐阜市から同県瑞穂市を経由して同県揖斐郡大野町に至る県道（主要地方道）である。

## 概要
起点から北一色1交差点は国道156号の旧道であり、岐阜市から瑞穂市にかけては旧中山道と並行している。

### 路線データ
岐阜県法規集に基づく起終点および経過地は次のとおり。
- 起点：岐阜市（日野南6交差点＝国道156号交点）
- 終点：揖斐郡大野町（大野交番西交差点＝国道303号交点、岐阜県道266号深坂大野線終点）
- 重要な経過地：瑞穂市
- 実延長：21.811km[1]

## 歴史
- 1993年（平成5年）5月11日 - 建設省から、県道本庄岐阜線および県道大垣大野線の一部が岐阜巣南大野線として主要地方道に指定される[3]。
- 2014年（平成26年）3月14日 - 揖斐郡大野町大字下磯 - 同町大字小衣斐間で区域変更[4]。
  - 区域変更前は大野町大字下磯の下磯交差点から岐阜県道53号岐阜関ケ原線と重複しながら西に進み、大野町本庄の平野庄橋東交差点から揖斐川左岸堤防上を北上し、同町大字加納付近で岐阜県道263号本庄揖斐川線と分岐して堤防を降り、さらに北上して同町大字小衣斐の岐阜県道273号池田揖斐川大野線との交点に至る経路であった。
  - 区域変更後は現在の通り下磯交差点から北上して、同町大字小衣斐と大字麻生の境界付近にある岐阜県道273号池田揖斐川大野線との交点で西に折れ、岐阜県道273号池田揖斐川大野線と重複して変更前の旧道との交点に至る経路となった。

## 路線状況
瑞穂市馬場前畑町・同市重里間は旧道とバイパス線の2種類存在するが、バイパス線は全線開通していない。
このバイパスは西方向へ延び将来的に下座倉大橋とは別の新たな経路で根尾川を渡り神戸大橋の東側で岐阜県道212号大垣大野線に接続する道路となる予定で、東海環状自動車道大野神戸ICへのアクセス路線となる。

### 通称
郡上街道
岐阜東バイパス開通後、しばらくまで国道156号の一部として指定されていた起点から北一色1交差点までにかけては、岐阜市と郡上八幡を結ぶ街道の一部であり、郡上街道と称される。
都市計画道路金町東興線・都市計画道路岐阜穂積線（岐阜東西通り）
岐阜市東興町（北一色1交差点）から同市金町5丁目（金町5交差点）までは都市計画道路金町東興線、岐阜市金町5丁目から瑞穂市重里までは同岐阜穂積線にそれぞれ指定されており、岐阜市街地では岐阜東西通りの通称が用いられる。
旧中山道
岐阜市鹿島町から瑞穂市美江寺交差点にかけては旧中山道と並行する。岐阜市の鹿島町8西交差点、長良川を跨ぐ河渡橋、瑞穂市内など、旧街道と交差または重複し、かつての河渡宿や美江寺宿を通過する。

### 重複区間
- 国道248号：岐阜市・北一色1交差点 - 岐阜市・神田町5交差点
- 国道157号・国道303号：岐阜市・神田町5交差点 - 岐阜市・千手堂交差点
- 岐阜県道53号岐阜関ケ原線：岐阜市・神田町5交差点 - 岐阜市・徹明通7交差点
- 岐阜県道151号岐阜羽島線：岐阜市・金町5交差点 - 岐阜市・徹明通7交差点
- 岐阜県道173号文殊茶屋新田線：岐阜市・鏡島精華3交差点 - 岐阜市・西鏡島2交差点
- 岐阜県道156号曽井中島美江寺大垣線：瑞穂市・美江寺宮前町交差点 - 瑞穂市・田之上仲町交差点
- 岐阜県道212号大垣大野線：安八郡神戸町大字西座倉 - 揖斐郡大野町大字下磯・下磯交差点
- 岐阜県道273号池田揖斐川大野線：揖斐郡大野町大字小衣斐

## 地理
金華山の南を通り、途中長良川（河渡橋）、根尾川（下座倉大橋）を渡る。

### 通過する自治体
- 岐阜県
岐阜市 - 各務原市 - 岐阜市 - 本巣郡北方町 - 瑞穂市 - 揖斐郡大野町 - 安八郡神戸町 - 揖斐郡大野町

### 交差する道路
岐阜市
- 国道156号・国道248号：日野南6交差点（起点）
- 岐阜県道205号長森各務原線：北一色7東交差点
- 国道156号・国道248号岐阜東バイパス：北一色1交差点
- 岐阜県道152号岐阜各務原線：金園町9交差点
- 岐阜県道1号岐阜南濃線：金園町4交差点
- 国道157号・国道248号・国道256号：神田町5交差点
- 岐阜県道54号岐阜停車場線・岐阜県道151号岐阜羽島線：金町5交差点
- 国道157号・国道303号：千手堂交差点
- 岐阜県道53号岐阜関ケ原線・岐阜県道151号岐阜羽島線：徹明通7交差点
- 岐阜県道77号岐阜環状線：鏡島精華1交差点
- 岐阜県道173号文殊茶屋新田線：鏡島精華3交差点、西鏡島2交差点
- 岐阜県道163号墨俣合渡岐阜線：河渡

瑞穂市
- 岐阜県道・三重県道23号北方多度線：馬場交差点
- 岐阜県道156号曽井中島美江寺大垣線・岐阜県道171号美江寺西結線：美江寺宮前町交差点
- 岐阜県道170号田之上屋井線：田之上倉町交差点
- 岐阜県道156号曽井中島美江寺大垣線：田之上仲町交差点

安八郡神戸町
- 岐阜県道212号大垣大野線：大字西座倉

揖斐郡大野町
- 岐阜県道53号岐阜関ケ原線：下磯交差点
- 岐阜県道159号北方真正大野線：五之里交差点
- 岐阜県道273号池田揖斐川大野線：大字下磯
- 国道303号・岐阜県道266号深坂大野線：大野交番西交差点（終点）